# Ставки (Радомишльська міська громада)
Ставки (з 6 лютого 1928 до 18 лютого 2016 року — Леніне) — село в Україні, у Житомирському районі Житомирської області. Входить до складу Радомишльської міської громади. Населення становить 1170 осіб.

## Історія
Перші писемні згадки про село відносяться до 1415 року, коли частина села Ставки була включена в список маєтків Києво-Печерського монастиря.
Жителі села брали участь у повстанні, керованому Семеном Палієм (1702—1704), у гайдамацьких загонах повстанців під проводом Теслі, Мочули і Письменного у 1750 році, у Коліївщині в 1768 році, в загоні Івана Бондаренка, що захопив Радомисль і навколишні села.
В 1783 році в с. Ставки налічувалося всього 200 жителів в 60 будинках. В той час село належало графу Дуніну-Вонсовичу, старості Джержковському, який купив це село від Гавриіла Проспури — підчашого Київського. Серед найзаможніших поміщиків вирізнявся    Бронислав Гасфорт, майор (лютеран. іспов.), який мав 621 десятин землі і 97 селян. На 1864 рік населення налічувало 916 православних жителів, 35 римо-католиків, 43 євреї.
В Ставках були 2 древніх замковища: одне в самому селі, друге в полі; обидва на той час були майже зруйновані.
В центрі села стояла дерев'яна церква, во ім'я Воскресіння Христового, збудована в 1740 році на місці древнішої, по штату була віднесена до 5-класу. До церкви була приписана старовинна дерев'яна каплиця, по дорозі до Радомисля, розміщена над колодязем, за півверсти від села. До цієї каплиці і колодязя з незапам'ятних часів здійснювалася хрестова хода 1-го серпня. Також була римо-католицька кам'яна каплиця, збудована бл. 1795 року, в якій відбувалося латинське богослужіння приїжджими ксьондзами. Села Слободка, Мар'яновка, Юровка становили Ставецький православний приход.
6 лютого 1928 р. село Ставки перейменоване в село Леніна (Леніне).
Село постраждало внаслідок Голодомору, організованого урядом СРСР 1932—1933.
20 травня 2015 року на сесії Ленінської сільської ради було прийнято рішення повернути селу його історичну назву — Ставки. Усі присутні депутати проголосували одноголосно.
4 лютого 2016 року було прийнято постанову Верховної Ради, згідно з якою село Леніне було перейменоване на Ставки.
Колишній огран місцевого самоврядування — Ставецька сільська рада.

## Архітектура

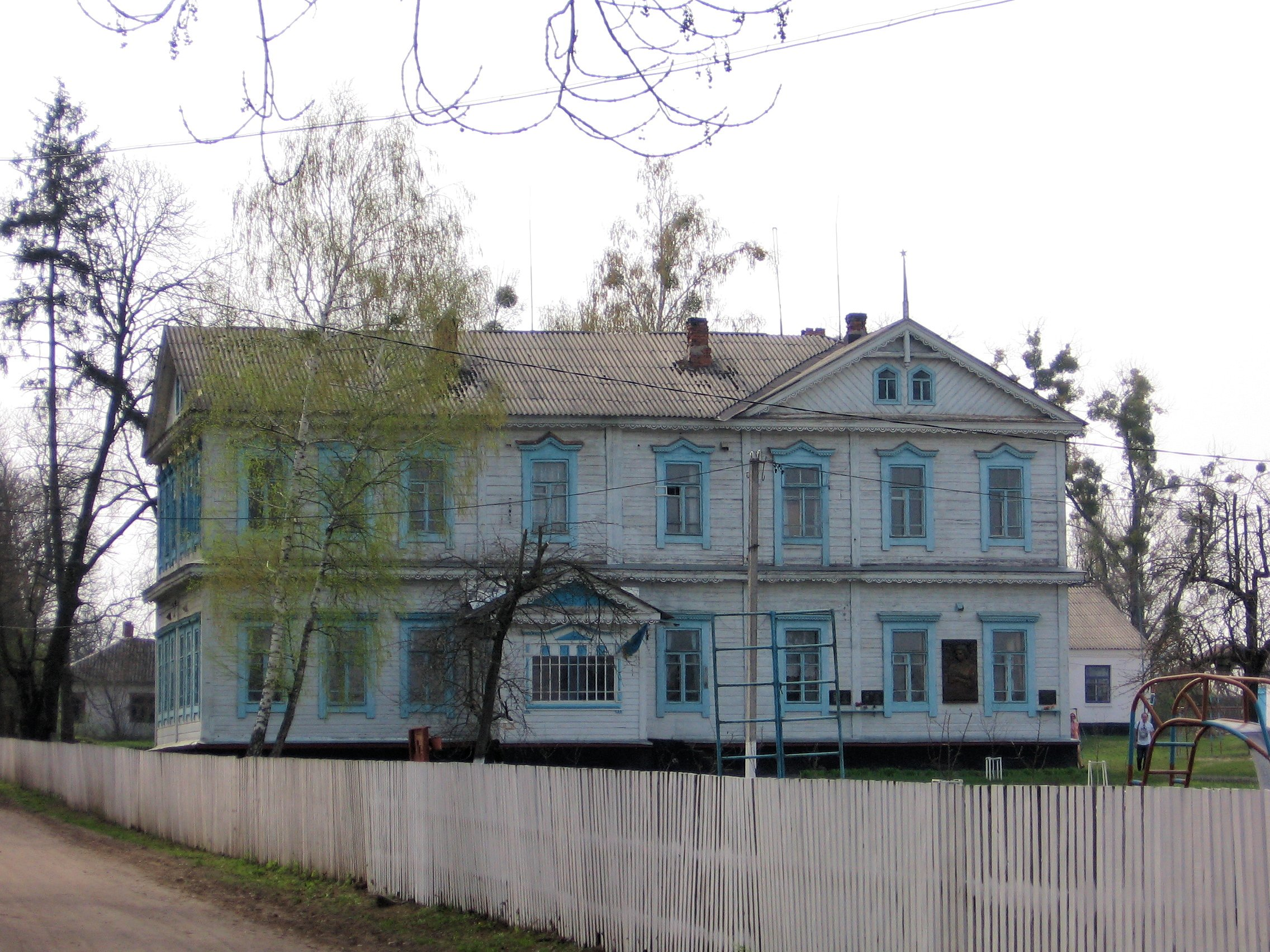
Школа

У селі зберігся палац графа Станіслава Дуніна-Вонсовича, збудований у XVIII столітті, у ньому на початку XX століття діяла агрошкола.
Вчителька Ольга Петрівна Вангенгейм (голландського роду) 1903 року побудувала в селі дерев'яну двоповерхову школу, яка діє досі.

## Пам'ятники
В селі стояв пам'ятник Леніну. 24 лютого 2014 під час масового повалення пам'ятників Леніну в Україні він був зруйнований.

## Пам'ятка природи
Неподалік від села розташована геологічна пам'ятка природи — Відслонення нижньопротерозойських конгломератів.

## Відомі люди

### Уродженці
- Овсієнко Василь Васильович — український громадський діяч, розповсюджувач самвидаву, член Української Гельсінської Групи, політв'язень, публіцист, історик дисидентського руху.
- Овсієнко Анатолій Васильович — український поет-гуморист.
- Сапатинський Федір Миронович (1904—1986) — радянський вояк.
- Розпутенко Іван Васильович — український публіцист, професор, завідувач кафедри, доктор наук